# Samuel Karlin
Samuel Karlin (Yanova, 8 de junho de 1924 — Palo Alto, 18 de dezembro de 2007) foi um matemático estadunidense.
Obteve um doutorado em matemática em 1947 (aos 22 anos de idade) na Universidade de Princeton, orientado por Salomon Bochner.

## Publicações selecionadas
- S. Karlin e H. M. Taylor. "A First Course in Stochastic Processes."  Academic Press, 1975 (second edition).
- S. Karlin e H. M. Taylor. "A Second Course in Stochastic Processes."  Academic Press, 1981.
- S. Karlin e H. M. Taylor. "An Introduction to Stochasic Modeling, Third Edition." Academic Press, 1998. ISBN 0-12-684887-4
- S. Karlin, D. Eisenberg e R. Altman. "Bioinformatics: Unsolved Problems and Challenges." National Academic Press Inc., 2005. ISBN 978-0309100298.
- S. Karlin (Ed.). "Econometrics, Time Series, and Multivariate Statistics." Academic Press, 1983. ISBN 978-0123987501.
- S. Karlin (Author) e E. Nevo (Editor). "Evolutionary Processes and Theory." Academic Press, 1986. ISBN 978-0123987600.
- S. Karlin. "Mathematical Methods and Theory in Games, Programming, and Economics." Dover Publications, 1992. ISBN  978-0486670201.
- S. Karlin e E. Nevo (Eds.). "Population Genetics and Ecology." Academic Press, 1976. ISBN 978-0123985606.
- S. Karlin e W. J. Studden. "Tchebycheff systems: With applications in analysis and statistics (pure and applied mathematics)." Interscience Publishers, 1966 (1st edition). ASIN B0006BNV2C.
- S Karlin e S. Lessard. "Theoretical Studies on Sex Ratio Evolution." Princeton University Press, 1986. ISBN 978-0691084121
- S. Karlin. "Theory of Infinite Games." Addison Wesley Longman Ltd. Inc., 1959. ASIN B000SNID12.
- S. Karlin. "Total Positivity, Vol. 1." Stanford, 1968. ASIN B000LZG0Xu.
- Karlin Samuel, Altschul Stephen F. (1990). «Methods for assessing the statistical significance of molecular sequence features by using general scoring schemes». Proc Natl Acad Sci USA. 87 (6): 2264–8. PMC 53667. PMID 2315319. doi:10.1073/pnas.87.6.2264
- Karlin S, Altschul SF. (1993). «Applications and statistics for multiple high-scoring segments in molecular sequences». Proc Natl Acad Sci USA. 90 (12): 5873–7. PMC 46825. PMID 8390686. doi:10.1073/pnas.90.12.5873